# Poti

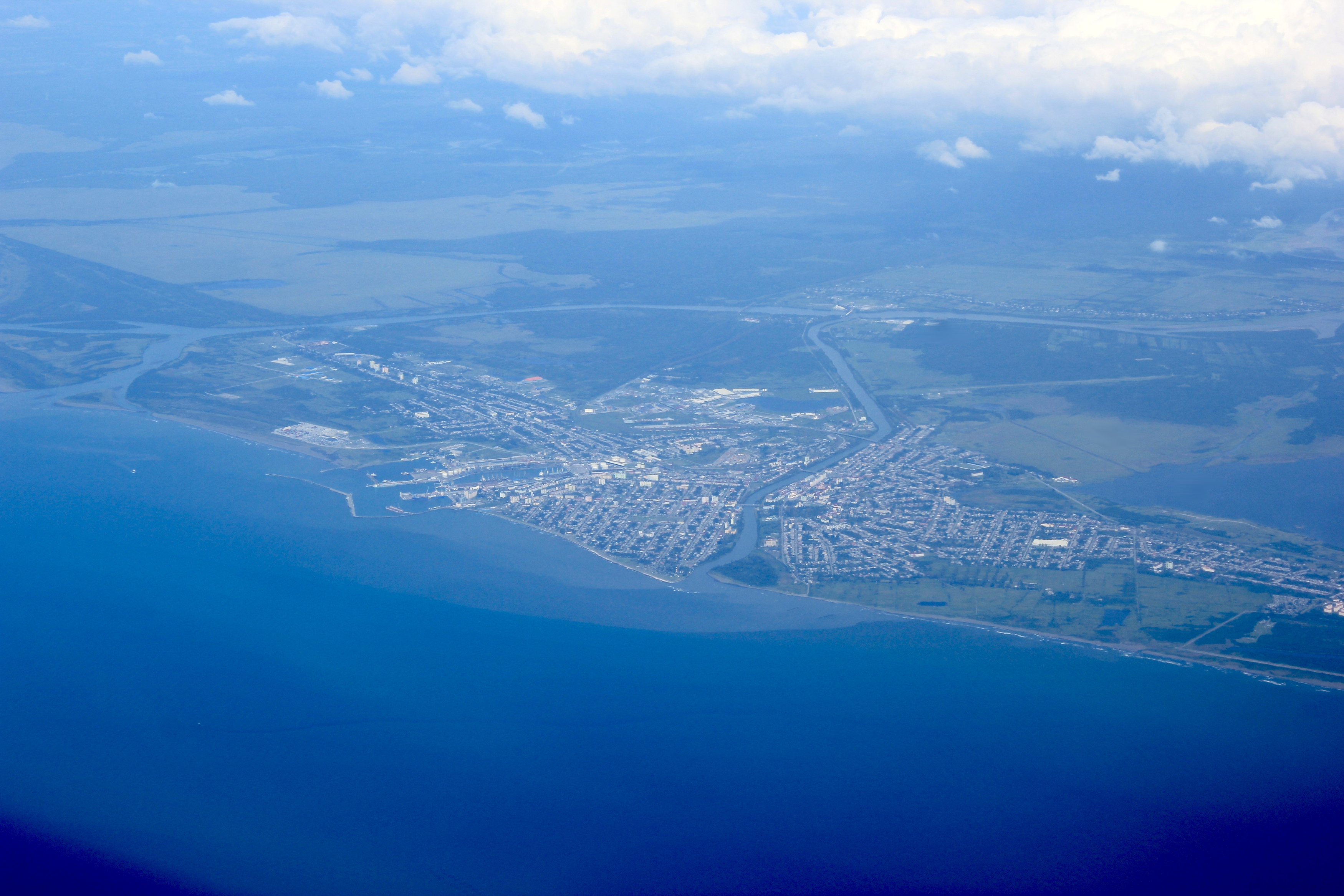
Luftbild der Stadt (2017)

Poti (georgisch ფოთი) ist eine Hafenstadt in der Region Mingrelien und Oberswanetien (historische Region Mingrelien) in Georgien. Sie hat 41.500 Einwohner (Stand: 2021) und liegt am Schwarzen Meer an der Mündung des Flusses Rioni im kolchischen Tiefland.

## Geschichte

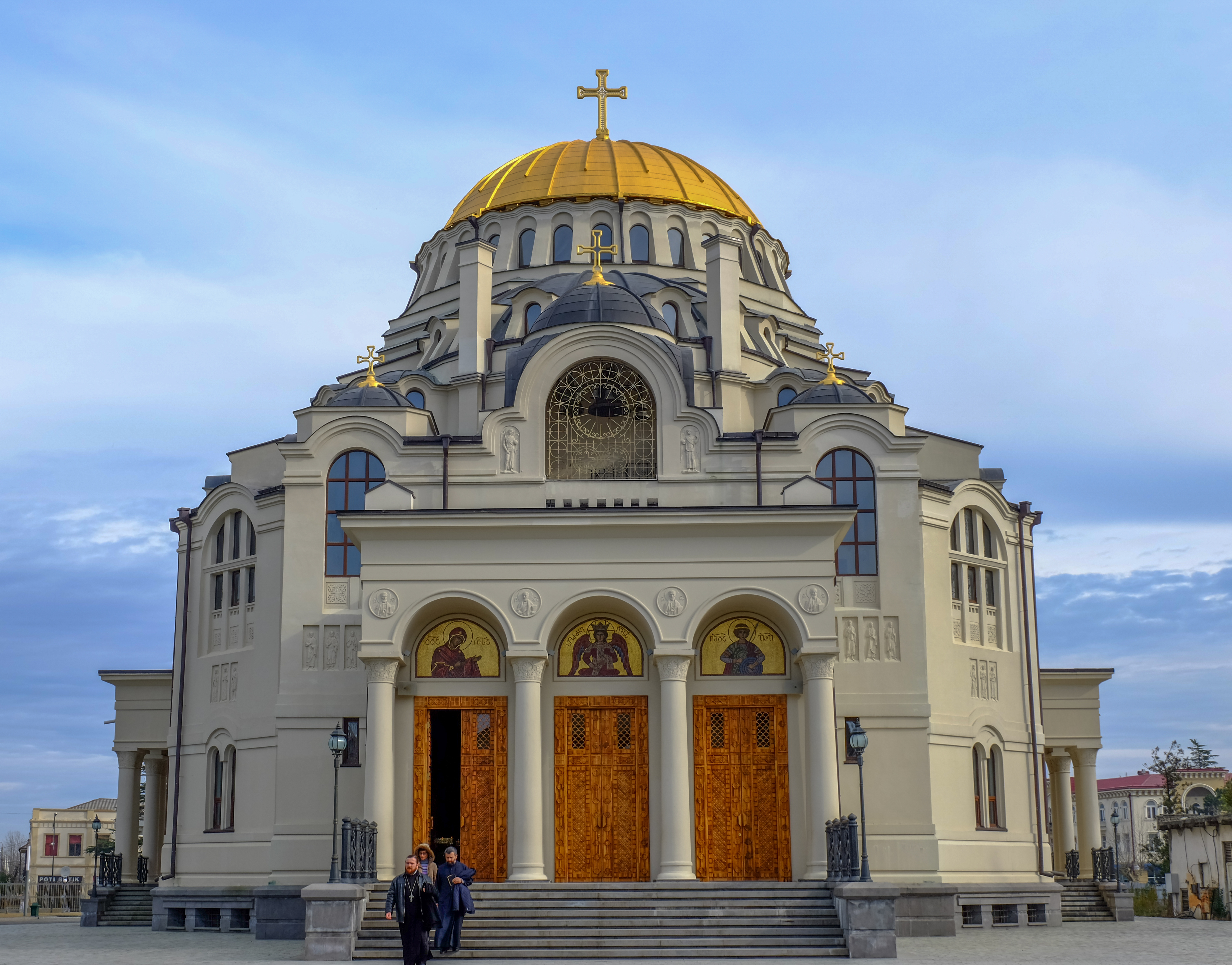
Kathedrale im Stadtzentrum

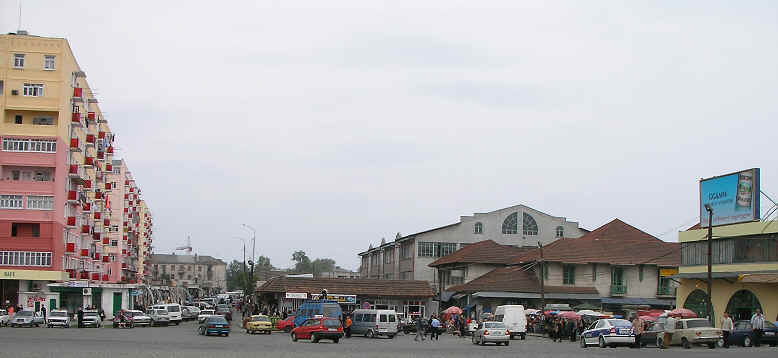
Marktplatz

In unmittelbarer Nähe der heutigen Stadt befand sich seit dem frühen 6. Jahrhundert v. Chr. eine griechische Kolonie mit der antiken Stadt Phasis (altgriechisch Φάσις). Laut der griechischen Argonautensage war bereits zuvor die Mündung des Flusses Phasis, des heutigen Rioni, das Ziel Jasons und der Argonauten auf der Suche nach dem Goldenen Vlies in der Kolchis. Die an einer Flussmündung gelegene Stadt bestand noch bis in die byzantinische Zeit, doch war der Siedlungsplatz durch die Lage in der Nähe ausgedehnter Sümpfe beschränkt, zudem bestand eine latente Bedrohung durch Malaria. Archäologen haben einen Teil der Siedlung unter der Oberfläche des Sees Paliostomi in der Nähe von Poti gefunden. In Phasis stand ein Apollon-Tempel, der unter anderem von einer Inschrift auf einer Silberschale aus Subow (Kuban) bekannt ist. Berühmtheit hatte auch die kolchische Akademie in Phasis. Die bis zum 6. Jahrhundert nachweisbare Bildungsstätte unterrichtete in georgischer und griechischer Sprache, byzantinische Historiker lobten ihre hohe Blüte auf den Gebieten Arithmetik und Rhetorik. Die Hafenstadt bildete eine Station der Seidenstraße über das Schwarze Meer. Phasis war im 5. Jahrhundert eine Drehscheibe für Güter aus Indien, Zentralasien, dem Nahen Osten und dem Mittelmeerraum, auch Münzfunde belegen den regen Handel.
Als Folge der Eroberungen des Sassanidenreiches wurde Abchasien ein isolierter Teil des Byzantinischen Reiches. Mit dem Vormarsch der Araber wurde das Gebiet zeitweise Bestandteil des Abbasidenkalifates. Nach dem Einfall der Mongolen folgte seit dem 13. Jahrhundert der Zerfall in kleine Fürstentümer, die den Türken tributpflichtig waren. Zum Schutz des Hinterlandes von Poti errichteten die Türken eine Festung.
Das zaristische Russland nahm Poti 1828 ein. Die heutige Stadt entwickelte sich in den 1880er Jahren, nachdem 1872 Georgiens erste Eisenbahnstrecke zwischen Poti und Tiflis fertiggestellt und ein Seehafen angelegt worden waren. 1876 wurden 3026 Einwohner gezählt.
Zu Beginn des 20. Jahrhunderts nahm Poti als Ausfuhrhafen für Manganerz einen enormen Aufschwung. Georgien war damals der Welt zweitgrößter Lieferant von Manganerz, das zur Stahlherstellung in der Schwerindustrie benötigt wird.
Zu sowjetischen Zeiten war die Stadt ein wichtiger Marinestützpunkt. Die damalige Verwaltung veranlasste die weitgehende Trockenlegung der Sümpfe und schuf damit eine Grundlage für das Wachstum der heutigen Stadt. Die letzten Reste dieser mit dichten Wäldern bestandenen Flächen befinden sich als Naturschutzgebiet am Ostufer des Paleostomi See (17,3 km²), der noch in der Antike eine Lagune des Schwarzen Meeres war.
Der Obus-Betrieb wurde 2004 stillgelegt.
Während des Kaukasuskriegs 2008 wurde Poti in der Nacht vom 8. zum 9. August von Russlands Streitkräften bombardiert. Dabei wurde unter anderem der Hafen getroffen. Am 14. August rückten vorgeschobene Einheiten der russischen Armee mit Panzern und Infanterie nach Poti ein und zerstörten im Hafen mehrere Schiffe der Streitkräfte Georgiens und der Küstenwache an ihren Liegeplätzen. Am 13. September 2008 zogen die russischen Truppen auf internationalen Druck hin aus der Stadt ab.
Die Neue Georgische Universität wurde 2015 in Poti gegründet.

## Verkehr

### Hafen

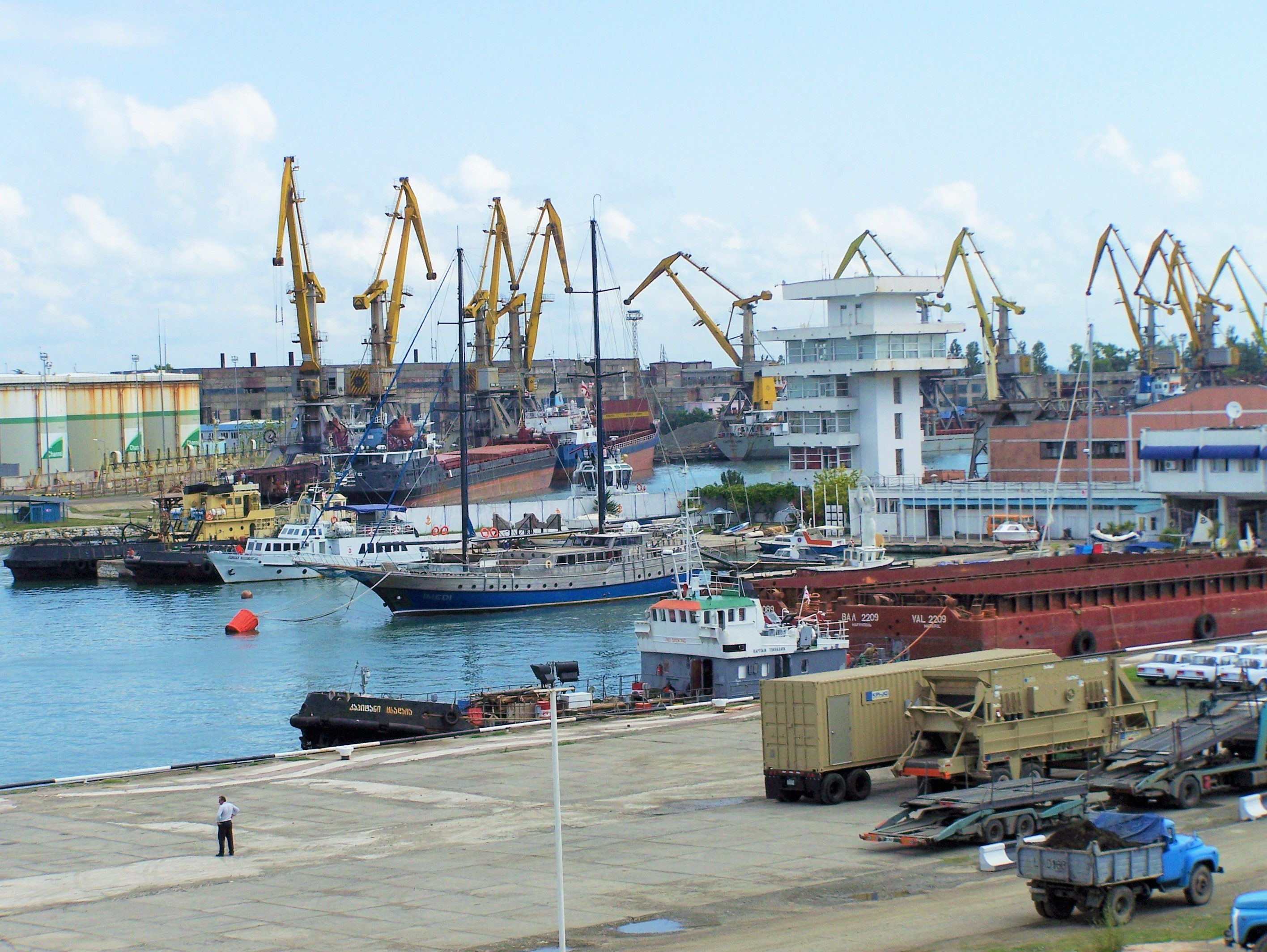
Hafenanlage (Juli 2008)

Poti ist neben Batumi einer der beiden großen Seehäfen Georgiens und deshalb von großer Bedeutung für den georgischen Außenhandel. Über Poti werden Mangan, Mais, Bauholz und Wein ausgeführt. Georgiens südliches Nachbarland Armenien verfügt als Binnenstaat über keinen eigenen Zugang zum Meer. Ein großer Teil der des Handels von und nach Armenien bedient sich deshalb des Hafens von Poti und der Georgischen Eisenbahn.
Der Hafen verfügt über mehrere Terminals für 20.000-Tonnen-Tanker. Nach einer Stagnationsphase in den 1990er Jahren verzeichnet Poti inzwischen neues Wirtschaftswachstum. Im Jahr 2002 wurden 4 Millionen Tonnen Güter umgeschlagen. Bis zum Frühjahr 2008 steigerte sich der Güterumschlag auf 7,7 Millionen Tonnen. Seit April 2008 gehören 51 % des Geländes der Investment-Behörde des Emirats Ra’s al-Chaima (RAK). Damit verbunden ist eine auf 49 Jahre gültige Betreiber-Konzession. Das Hafengelände soll in eine Freihandelszone umgewandelt werden und erhält im Norden eine neue Umschlaganlage für Massengut (Trocken- und Schüttgut).
Die georgische Küstenwache hat ihre ständige Basis in Poti.
Poti ist Mitglied der Internationalen Vereinigung von Städten und Häfen, der auch Dünkirchen (Frankreich), Bari (Italien), Rijeka (Kroatien) und Curaçao (Niederländische Antillen) angehören.

### Eisenbahn
Der Hafen und die Stadt sind westlicher Ausgangspunkt der Bahnstrecke Poti–Baku, der ältesten Bahnstrecke Georgiens, über die besonders Erdöl und Erdölprodukte aus Aserbaidschan zur Verschiffung nach Poti gelangen. Die georgische Eisenbahn, Sakartwelos Rkinigsa, bietet im Personenverkehr mehrmals täglich Verbindungen nach Tbilisi an.

## Kultur
In Poti befindet sich eine Kunstakademie.

## Partnerstädte
- Burgas, Bulgarien
- LaGrange, Georgia, USA
- Larnaka, Zypern
- Aqtau, Kasachstan (2005)

## Söhne und Töchter der Stadt
- Nana Alexandria (* 1949), Schachspielerin
- Dawit Gabunia (* 1982), Übersetzer, Bühnenautor und Schriftsteller
- Wiktor Kratassiuki (1949–2003), sowjetischer Kanute
- Zotne Mirzchulawa (1920–2010), Wasserbauingenieur und Hochschullehrer
- Dawit Zimakuridse (1925–2006), sowjetischer Ringer georgischer Abstammung und Olympiasieger 1952